# Warschauer Friede
Bündnisverträge

Preobraschenskoje (1699) • Dresden (1699) • Narva (1704) • Dresden (1709) • Thorn (1709) • Kopenhagen (1709) • Hannover (1710) • Lutsk (1711) • Adrianopel (1713) • Schwedt (1713) • Stettin (1715) • Berlin (1715) • Greifswald (1715)
Friedensverträge

Traventhal (1700) • Warschau (1705) • Altranstädt (1706) • Pruth (1711) • Frederiksborg (1720) • Stockholm (1719) • Stockholm (1720) • Nystad (1721)  • Stockholm (1729)
Kapitulationen

Estland und Livland (1710)
Der Warschauer Friede von 1705 wurde am 18. November während des Großen Nordischen Krieges in der von den Schweden kontrollierten Hauptstadt Polen-Litauens geschlossen.

## Vorgeschichte
Anfang 1700 begann August II., König von Polen, Großfürst von Litauen sowie Kurfürst von Sachsen, den Großen Nordischen Krieg durch den Angriff auf Schwedisch-Livland. Trotz russischer Unterstützung verlor die sächsische Armee mehrere Schlachten, sodass bald darauf der Staatenbund Polen-Litauen größtenteils von dem schwedischen Reich kontrolliert wurde.
Am 12. Juli 1704 hat sich eine kleine Gruppe von Adeligen in einem schwedischen Armeelager nahe Warschau versammelt und erklärten Leszczyński, den schwedischen Favoriten zum neuen polnischen König. Am 4. Oktober 1704 wurde Leszczyński gekrönt.
Nach der Schlacht von Rakowitz, die zu Ungunsten der Alliierten aus Sachsen und Polen endete, vereinbarten Schweden und Polen-Litauen einen unbeschränkten Frieden, worauf Polen im Grunde aus dem Krieg trat.

## Vertragsinhalt
Der Vertrag enthält 30 Artikel auf 57 Seiten.
Schweden wurde es erlaubt, dass sich seine Truppen auf dem Territorium Polen-Litauens aufhalten durften, dazu Städte und Festungen besetzen und auf polnischem Gebiet Soldaten werben durfte. Vertragsschließungen Polens mit anderen Mächten durften nur mit Zustimmung Schwedens erfolgen. Zukünftig sollte der Überseeische Warenhandel im Großfürstentum Litauen, Ruthenien, dem kgl. Preußen, Kurland nur über den Hafen Riga erfolgen. Der bisherige Außenhandelshafen Palanga sollte außer Betrieb gehen. Schwedischen Händlern wurden auf dem Territorium umfangreiche Steuererleichterungen zugebilligt, zudem wurde ihnen Rechte zum Aufbau von Niederlassungen gewährt.
Nach einem noch zu erfolgenden Endsieg über Russland sollte das im Russisch-Polnischen Krieg 1654–1667 verlorene Gebiet um Smolensk und Kiew Polen zurückerhalten. Im Gegenzug sollte Kurland und Polnisch-Livland an Schweden abgetreten werden. Zukünftige Thronkandidaten für die polnische Krone mussten den Vertragsbedingungen vorab zustimmen um zur Wahl gestellt zu werden.
Vertragspartner auf polnischer Seite ist Stanisław Leszczyński, 1704–1709 polnischer Gegenkönig und mit Schweden gegen König August II. von Sachsen Polen verbündet. Auf schwedischer Seite unterzeichnete unter anderem Arvid Horn.

## Folgen
Polen-Litauen wurde mit dem Warschauer Frieden ein quasi schwedischer Satellitenstaat ohne Souveränität. Doch August II., der vorab gewählte König des Landes und Kurfürst von Sachsen, akzeptierte diesen Frieden nicht und erklärte, dass nur zwischen Schweden und der Rzeczpospolita kein Krieg mehr herrsche, jedoch nicht zwischen Schweden und dem Kurfürstentum Sachsen. Der Frieden führte letztlich nicht zu einem richtigen Frieden, denn der größte Teil des Landes erkannte den polnischen Gegenkönig Leszczyński nicht an. Lediglich Großpolen erkannte Leszczyński freiwillig, Kleinpolen und das Königliche Preußen nur unter Zwang an.
Die schwedische Armee lagerte nördlich von Warschau untätig in den letzten Monaten des Jahres 1705. Im Folgejahr erzwang Karls Armee durch einen Feldzug nach Grodno in die abtrünnigen Gebiete eine vorläufige Anerkennung des neuen Königs. August ließ seinerseits eine neue sächsische Armee nach Warschau vormarschieren. Auf ihrem Vormarsch wurde die Armee aber in der Schlacht bei Fraustadt vernichtend von einer kleineren schwedischen Armee unter Carl Gustaf Rehnskiöld geschlagen. Damit scheiterte der Versuch Augusts II. seine Macht zu restituieren.